# Домнешть (комуна, Ілфов)
Домнешть, Домнешті (рум. Domnești) — комуна у повіті Ілфов в Румунії. До складу комуни входять такі села (дані про населення за 2002 рік):
- Домнешть (5774 особи)
- Цегеш (553 особи)

Комуна розташована на відстані 14 км на захід від Бухареста, 141 км на південь від Брашова.

## Населення
За даними перепису населення 2002 року у комуні проживали 6327 осіб.
Національний склад населення комуни:
| Національність | Кількість осіб | Відсоток |
| -------------- | -------------- | -------- |
| румуни         | 6251           | 98,8%    |
| цигани         | 71             | 1,1%     |
| угорці         | 2              | < 0,1%   |
| євреї          | 2              | < 0,1%   |

Рідною мовою назвали:
| Мова      | Кількість осіб | Відсоток |
| --------- | -------------- | -------- |
| румунська | 6282           | 99,3%    |
| циганська | 42             | 0,7%     |
| угорська  | 2              | < 0,1%   |

Склад населення комуни за віросповіданням:
| Релігія        | Кількість осіб | Відсоток |
| -------------- | -------------- | -------- |
| православні    | 6212           | 98,2%    |
| римо-католики  | 12             | 0,2%     |
| греко-католики | 9              | 0,1%     |
| адвентисти     | 7              | 0,1%     |
| лютерани       | 7              | 0,1%     |
| п'ятдесятники  | 4              | 0,1%     |
| бретрени       | 2              | < 0,1%   |
| старообрядці   | 2              | < 0,1%   |
| баптисти       | 1              | < 0,1%   |
| не релігійні   | 1              | < 0,1%   |

## Зовнішні посилання
- Дані про комуну Домнешть на сайті Ghidul Primăriilor [Архівовано 15 червня 2012 у Wayback Machine.]